# ディディ・ファイファー
ディディ・ファイファー（Dedee Pfeiffer、1964年1月1日 - ）は、アメリカ合衆国の女優。

## 出演作品
- センター・オブ・ジ・アース　ワールド・エンド
- WITHOUT A TRACE／FBI 失踪者を追え! シーズン6
- エイリアンＶＳエイリアン
- 新・王子と少年
- バーン・ノーティス　元スパイの逆襲 シーズン1
- ＣＳＩ：ニューヨーク3
- デッド・ゾーン シーズン5
- テキサス・チェーンキラー ビギニング
- アンカーウーマン